# Wan Rong
Gobulo Wanrong (en chino: 郭布罗•婉容 / 郭布羅•婉容, Pinyin: Guōbùluó Wǎnróng; Pekín, 13 de noviembre de 1906 - Yanji, 20 de junio de 1946), o simplemente Wan Rong, fue la última emperatriz consorte de la dinastía Qing en China, y más tarde emperatriz del estado títere de Manchukuo.

## Biografía

### Infancia
Gobulo Wan Rong ("Rostro bello") fue la hija de Rong Yuan, ministro de Asuntos Internos del gobierno Qing y cabeza de una de las más prominentes y ricas familias de Manchuria, con ascendencia de etnia Daur. Ella fue educada en una escuela de misioneros estadounidenses en Tianjin por la tutora Isabel Ingram, donde le fue dado el nombre cristiano de "Elizabeth".
A los 17 años, Wan Rong fue seleccionada de una serie de fotografías presentadas al Emperador Xuantong (Puyi), que residía en la Ciudad Prohibida como monarca no-soberano de China, como posibles candidatas para el puesto de consorte imperial. La boda tuvo lugar cuando Puyi cumplió la edad de 16 años, y como era la costumbre fueron dados muchos regalos costosos a la novia y su familia, aunque Puyi nunca mostró mucho interés —sexual o de otro tipo— en la emperatriz Wan Rong o en la consorte Wen Xiu.

### China

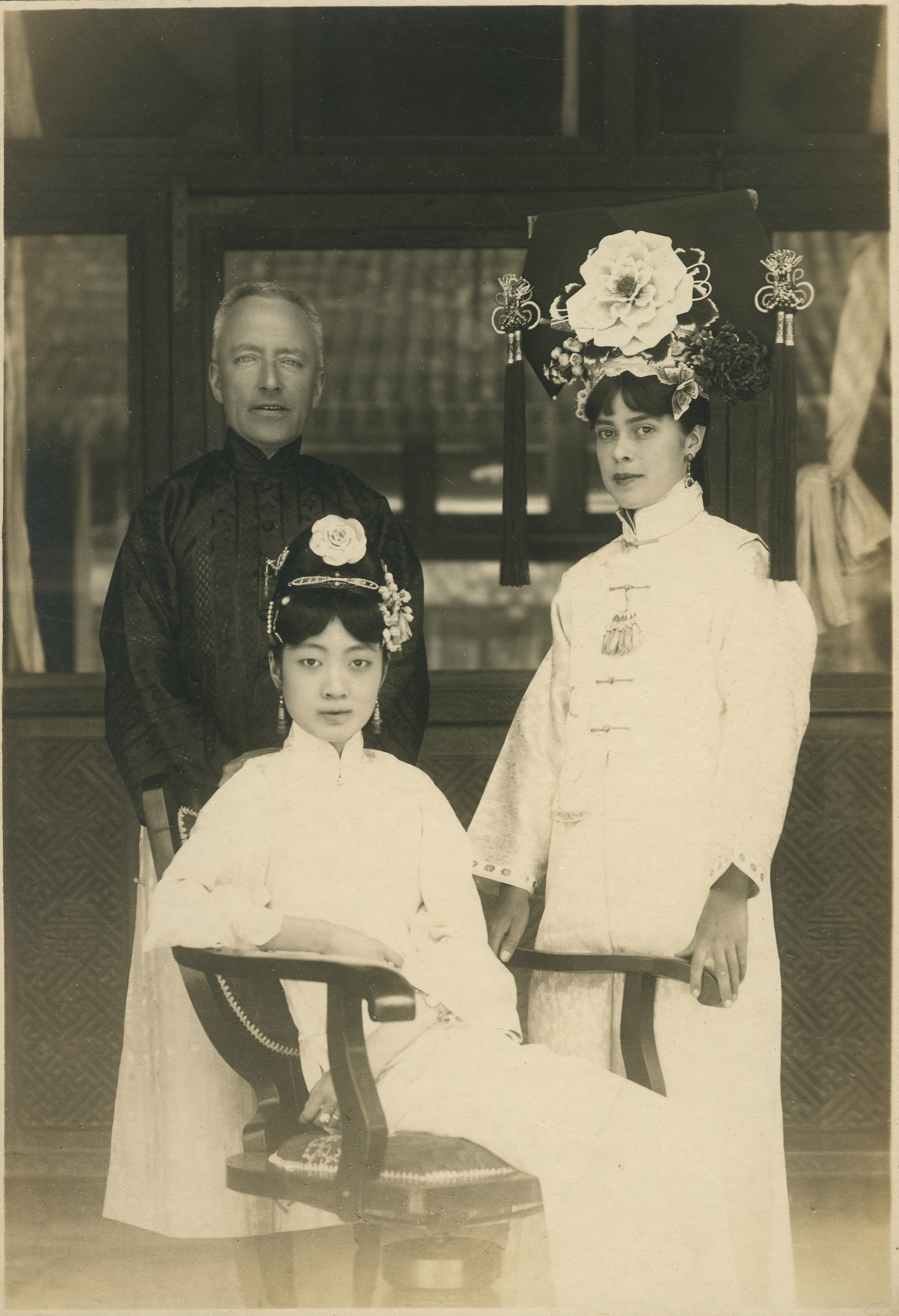
Wan Rong junto a Reginald Johnston e Isabel Ingram en la Ciudad Prohibida (1924).

La unión entre Puyi y Wan Rong nunca produjo herederos, y algunos historiadores sostienen que nunca tuvieron relaciones sexuales. Algunos creían que Puyi era estéril, pero esto pudo haber sido una manera sutil de evitar la discusión de su sexualidad. Se cree ampliamente que Puyi era homosexual, y mientras vivía en Changchun como el emperador títere de Manchukuo, hubo rumores de sus escarceos con varios pajes. Su cuñada Hiro Saga escribió en sus memorias acerca de las relaciones de Puyi con muchachos jóvenes.
La emperatriz Wan Rong comenzó a consumir opio cuando era una adolescente. Según las memorias de Puyi, estaba de moda en ese tiempo entre las jóvenes educadas fumar cigarrillos, a los que los chinos le agregaban frecuentemente una pequeña cantidad de opio como analgésico. Después de que Puyi fuera forzado a salir de la Ciudad Prohibida por el Señor de la guerra chino Feng Yuxiang en 1924, huyó con la emperatriz Wan Rong y se trasladó a las concesiones extranjeras en Tianjin. Allí, residían en la "Villa Jardín Tranquilo", en la concesión japonesa de Tianjin. En ese lugar, Wan Rong comenzó a despreciar abiertamente a Puyi y comenzaron a llevar vidas separadas.

### Manchukuo

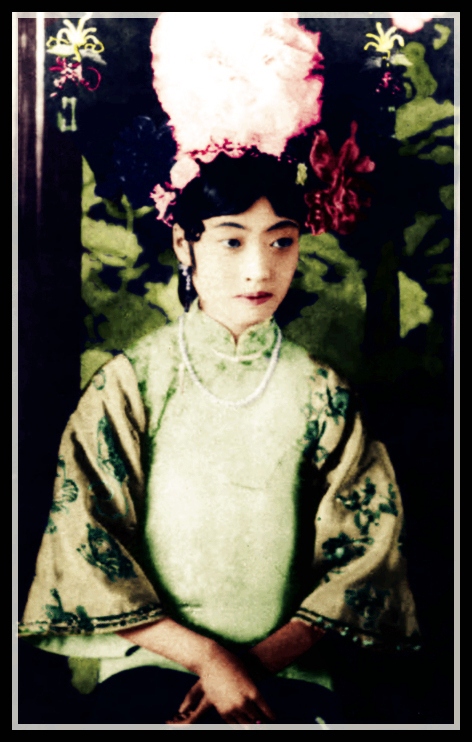
Wang Rong durante su etapa en Tianjin.

Con la esperanza de la restauración del imperio manchú, Puyi aceptó la oferta de Japón de encabezar el nuevo estado de Manchukuo, y se trasladó a Changchun, provincia de Jilin, que había sido renombrada como Hsinking, en marzo de 1932. Vivió en el Palacio Salt Rates, una oficina de impuestos que había sido reconvertida en palacio temporal mientras se construía un nuevo edificio. Las relaciones entre Wan Rong y Puyi continuaron siendo tensas, y ella vivía en una habitación separada, rara vez salía o comía con Puyi. Incluso después del traslado al nuevo y lujoso Huang Wei Gong, Wang Rong y su cónyuge continuaron durmiendo en cuartos separados. Consciente de que su marido era sólo un gobernante títere sin poder político real, y que tenía todas las cargas de una emperatriz, pero ninguna de sus ventajas, la adicción al opio de Wan Rong se comenzó a agravar. Entre julio de 1938 y julio de 1939, Wan Rong consumía una media de dos onzas de opio al día, lo que constituía una cantidad enorme.
Corrió el rumor en 1940, que la emperatriz Wan Rong quedó embarazada de uno de sus sirvientes, su chófer Tieh Li-Yu. En lugar de que lo ejecutaran, como podía aun haber sido, Puyi le pagó el silencio y le dijo que dejara la ciudad. Cuando Wan Rong dio a luz, los médicos mataron a la niña con una inyección letal. También se especula que Puyi escribió en sus memorias que él había arrojado a la bebé de Wan Rong al fuego, pero los registros de este tipo fueron eliminados en la inspección antes de la publicación de sus memorias. Sólo se puede especular en la forma cómo esto pudo haber afectado la salud mental Wan Rong, y de hecho desde ese momento vivió en una neblina casi constante de opio.
En la evacuación de Manchukuo durante la invasión soviética de Manchuria en 1945, Puyi intentó huir de Manchukuo, dejando atrás a su emperatriz (Wan Rong), su concubina (Li Yuqin) y algunos otros miembros de la familia imperial, aparentemente a causa de que su entorno inmediato estaba en peligro de ser detenidos de esta forma las mujeres estarían a salvo.
La emperatriz Wan Rong, su cuñada Hiro Saga y los demás miembros del grupo intentaron huir a Corea, pero fueron detenidos por el ejército comunista chino en Talitzou, Manchukuo, en enero de 1946. En abril, fueron trasladados a una comisaría de policía en Changchun, posteriormente puestos en libertad sólo para ser detenidos de nuevo y encerrados en una comisaría de policía en Jilin. Las provisiones de opio de Wan Rong se habían acabado hacía tiempo y estaba sufriendo los efectos de la abstinencia. Cuando el ejército de Chiang Kai-shek bombardeó Kirin, Wan Rong e Hiro Saga fueron trasladadas a la prisión de Yanji en la provincia de Jilin (吉林省延吉监狱).
La emperatriz Wan Rong murió en la prisión de Yanji en junio de 1946 debido a los efectos de la desnutrición y a la abstinencia del opio, a los 39 años de edad. Sin embargo, Puyi no recibió la noticia hasta tres años después.

## Ficción
La emperatriz Wan Rong fue interpretada por Joan Chen en la película de 1987 El último emperador. La película desarrolla específicamente su adicción al opio y la espiral hacia una profunda depresión, donde se presenta como casi moribunda cuando ella deja a Puyi. Sin embargo, hay una serie de inexactitudes en la película, por ejemplo, mostrar al adolescente Puyi teniendo relaciones sexuales con sus dos esposas, cuando no hay evidencias de que eso ocurrió.
Una dramatización de la vida del príncipe Pujie e Hiro Saga apareció como un drama de televisión en TV Asahi en Japón en el otoño del 2003, bajo el título Ryuuten no ouhi - Saigo no Koutei (流転の王妃最後の皇弟).